# Crossandra tridentata
Crossandra tridentata är en akantusväxtart som beskrevs av Gustav Lindau. Crossandra tridentata ingår i släktet Crossandra och familjen akantusväxter. Inga underarter finns listade i Catalogue of Life.